# Golden Cup
La Golden Cup va ser una competició internacional d'hoquei patins amistosa organitzada pel Blanes Hoquei Club amb el reconeixement del Comitè Internacional d'Hoquei sobre patins (CIRH). Aquest reconeixement com a competició internacional per part del CIRH implicà que la reglamentació segueix els cànons internacionals oficials. Hi van participar les principals seleccions mundials de l'esport, així com el club organitzador.
Es va disputar des de l'any 2004, i en algunes edicions (2005, 2006 i 2007) va adoptar el nom de Grup Tarradellas Cup o Tarradellas Cup. Pel que fa a la cobertura mediàtica, Televisió de Catalunya acostumava a retransmetre la final masculina.
A totes les edicions hi ha hagut competició masculina i en algunes d'elles també n'hi ha hagut de femenina. La gran dominadora de la competició, tant en categoria masculina com femenina, és Catalunya.
La seva última edició va ser l'any 2011 i, a partir de l'any 2022, va agafar el seu relleu la competició Golden Cat.

## Historial

### Categoria masculina
| Edició       | Any  | Denominació          | Campió    | 2n classificat | 3r classificat |
| ------------ | ---- | -------------------- | --------- | -------------- | -------------- |
| I detalls    | 2004 | Golden Cup           | Catalunya | Blanes HC      | França         |
| II detalls   | 2005 | Grup Tarradellas Cup | Catalunya | Blanes HC      | Argentina      |
| III detalls  | 2006 | Grup Tarradellas Cup | Blanes HC | Itàlia         | Catalunya      |
| IV detalls   | 2007 | Grup Tarradellas Cup | Blanes HC | World Protex   | Catalunya      |
| V detalls    | 2008 | Blanes Golden Cup    | Catalunya | Blanes HC      | Itàlia         |
| VI detalls   | 2009 | Blanes Golden Cup    | Catalunya | Itàlia         | Blanes HC      |
| VII detalls  | 2010 | Blanes Golden Cup    | Catalunya | Blanes HC      |                |
| VIII detalls | 2011 | Blanes Golden Cup    | Catalunya | World Stars    |                |

### Categoria femenina
| Edició      | Any  | Denominació          | Campió    | 2n classificat | 3r classificat |
| ----------- | ---- | -------------------- | --------- | -------------- | -------------- |
| I detalls   | 2006 | Grup Tarradellas Cup | Catalunya | Alemanya       | Xile           |
| II detalls  | 2007 | Grup Tarradellas Cup | Catalunya | França         | Xile           |
| III detalls | 2009 | Blanes Golden Cup    | Catalunya | França         | Alemanya       |
| IV detalls  | 2010 | Blanes Golden Cup    | Xile      | França         |                |

## Palmarès

### Categoria masculina
| Equip     | Campionats guanyats                     |
| --------- | --------------------------------------- |
| Catalunya | 6 (2004, 2005, 2008, 2009, 2010 i 2011) |
| Blanes HC | 2 (2006 i 2007)                         |
| Total     | 8                                       |

### Categoria femenina
| Equip     | Campionats guanyats   |
| --------- | --------------------- |
| Catalunya | 3 (2006, 2007 i 2009) |
| Xile      | 1 (2010)              |
| Total     | 4                     |